# Чемпионат Уругвая по футболу 1953
Примера А Уругвая по футболу 1953 года — очередной сезон лиги. Турнир проводился по двухкруговой системе в 18 туров. Все клубы из Монтевидео. Клуб, занявший последнее место, выбыл из лиги.

## Таблица
| №  | Клуб                 | И  | В  | Н | П  | Заб | Проп | Очки |
| 1  | Пеньяроль            | 18 | 15 | 2 | 1  | 59  | 13   | 32   |
| 2  | Насьональ            | 18 | 9  | 7 | 2  | 34  | 21   | 25   |
| 3  | Рампла Хуниорс       | 18 | 9  | 4 | 5  | 30  | 21   | 22   |
| 4  | КА Ривер Плейт       | 18 | 7  | 5 | 6  | 28  | 31   | 19   |
| 5  | Дефенсор             | 18 | 6  | 6 | 6  | 32  | 34   | 18   |
| 6  | Данубио              | 18 | 5  | 6 | 7  | 25  | 25   | 16   |
| 7  | Ливерпуль            | 18 | 5  | 5 | 8  | 27  | 33   | 15   |
| 8  | Монтевидео Уондерерс | 18 | 5  | 5 | 8  | 26  | 35   | 15   |
| 9  | Серро                | 18 | 4  | 4 | 10 | 14  | 31   | 12   |
| 10 | Сентраль             | 18 | 2  | 2 | 14 | 15  | 46   | 6    |

## Матчи

### Тур 1
| Дефенсор — Сентраль 2:0        |
| Уондерерс — Рампла Хуниорс 3:3 |
| Ливерпуль — Серро 1:0          |
| Пеньяроль — Ривер Плейт 5:1    |
| Насьональ — Данубио 1:1        |

### Тур 2
| Пеньяроль — Рампла Хуниорс 0:0 |
| Ливерпуль — Данубио 0:0        |
| Сентраль — Серро 1:0           |
| Дефенсор — Ривер Плейт 1:1     |
| Насьональ — Уондерерс 4:2      |

### Тур 3
| Насьональ — Серро 0:0         |
| Рампла Хуниорс — Сентраль 3:0 |
| Дефенсор — Уондерерс 3:2      |
| Ривер Плейт — Данубио 2:2     |
| Пеньяроль — Ливерпуль 6:1     |

### Тур 4
| Пеньяроль — Сентраль 4:1     |
| Серро — Уондерерс 2:0        |
| Ливерпуль — Ривер Плейт 4:1  |
| Насьональ — Дефенсор 2:2     |
| Рампла Хуниорс — Данубио 1:0 |

### Тур 5
| Насьональ — Ливерпуль 3:0     |
| Рампла Хуниорс — Дефенсор 3:1 |
| Данубио — Сентраль 3:1        |
| Пеньяроль — Серро 3:1         |
| Уондерерс — Ривер Плейт 1:1   |

### Тур 6
| Пеньяроль — Дефенсор 4:0         |
| Ривер Плейт — Рампла Хуниорс 2:1 |
| Насьональ — Сентраль 5:2         |
| Серро — Данубио 2:1              |
| Уондерерс — Ливерпуль 4:3        |

### Тур 7
| Насьональ — Ривер Плейт 2:0    |
| Серро — Дефенсор 2:2           |
| Уондерерс — Сентраль 2:1       |
| Рампла Хуниорс — Ливерпуль 2:1 |
| Пеньяроль — Данубио 3:1        |

### Тур 8
| Ривер Плейт — Сентраль 2:1 |
| Серро — Рампла Хуниорс 2:1 |
| Пеньяроль — Насьональ 5:0  |
| Дефенсор — Ливерпуль 4:4   |
| Уондерерс — Данубио 1:0    |

### Тур 9
| Пеньяроль — Уондерерс 4:2      |
| Ривер Плейт — Серро 3:1        |
| Данубио — Дефенсор 5:3         |
| Ливерпуль — Сентраль 4:0       |
| Насьональ — Рампла Хуниорс 1:1 |

### Тур 10
| Дефенсор — Сентраль 2:0        |
| Уондерерс — Рампла Хуниорс 1:0 |
| Ливерпуль — Серро 1:0          |
| Пеньяроль — Ривер Плейт 5:0    |
| Насьональ — Данубио 1:1        |

### Тур 11
| Пеньяроль — Рампла Хуниорс 3:2 |
| Ливерпуль — Данубио 2:2        |
| Сентраль — Серро 1:1           |
| Дефенсор — Ривер Плейт 1:1     |
| Насьональ — Уондерерс 2:1      |

### Тур 12
| Серро — Насьональ 2:1         |
| Рампла Хуниорс — Сентраль 3:1 |
| Дефенсор — Уондерерс 2:2      |
| Ривер Плейт — Данубио 2:1     |
| Пеньяроль — Ливерпуль 1:1     |

### Тур 13
| Пеньяроль — Сентраль 4:0     |
| Уондерерс — Серро 2:1        |
| Ривер Плейт — Ливерпуль 3:1  |
| Насьональ — Дефенсор 2:0     |
| Данубио — Рампла Хуниорс 2:0 |

### Тур 14
| Насьональ — Ливерпуль 4:0     |
| Рампла Хуниорс — Дефенсор 4:2 |
| Данубио — Сентраль 4:2        |
| Пеньяроль — Серро 3:0         |
| Уондерерс — Ривер Плейт 2:2   |

### Тур 15
| Пеньяроль — Дефенсор 2:0         |
| Рампла Хуниорс — Ривер Плейт 2:0 |
| Насьональ — Сентраль 2:2         |
| Серро — Данубио 0:0              |
| Уондерерс — Ливерпуль 0:0        |

### Тур 16
| Насьональ — Ривер Плейт 1:0    |
| Дефенсор — Серро 5:0           |
| Сентраль — Уондерерс 2:0       |
| Рампла Хуниорс — Ливерпуль 2:1 |
| Пеньяроль — Данубио 3:0        |

### Тур 17
| Ривер Плейт — Сентраль 2:0 |
| Рампла Хуниорс — Серро 1:0 |
| Насьональ — Пеньяроль 2:1  |
| Дефенсор — Ливерпуль 1:0   |
| Данубио — Уондерерс 2:0    |

### Тур 18
| Пеньяроль — Уондерерс 3:1      |
| Ривер Плейт — Серро 5:0        |
| Дефенсор — Данубио 1:0         |
| Ливерпуль — Сентраль 3:0       |
| Насьональ — Рампла Хуниорс 1:1 |